# Hispano SNORA y SURA-D
Los Oerlikon-Bührle SNORA y SURA-D son cohetes de 81 mm y 80 mm desarrollados en Suiza a principios de los años 1970 y usados en los años 1980 (su primera prueba táctica fue durante el Golpe de Estado del 11 de septiembre de 1973).[cita requerida] El SNORA puede ser usado en las función aire-superficie y como cohete de artillería, mientras que el SURA-D es solo un cohete aire-superficie.

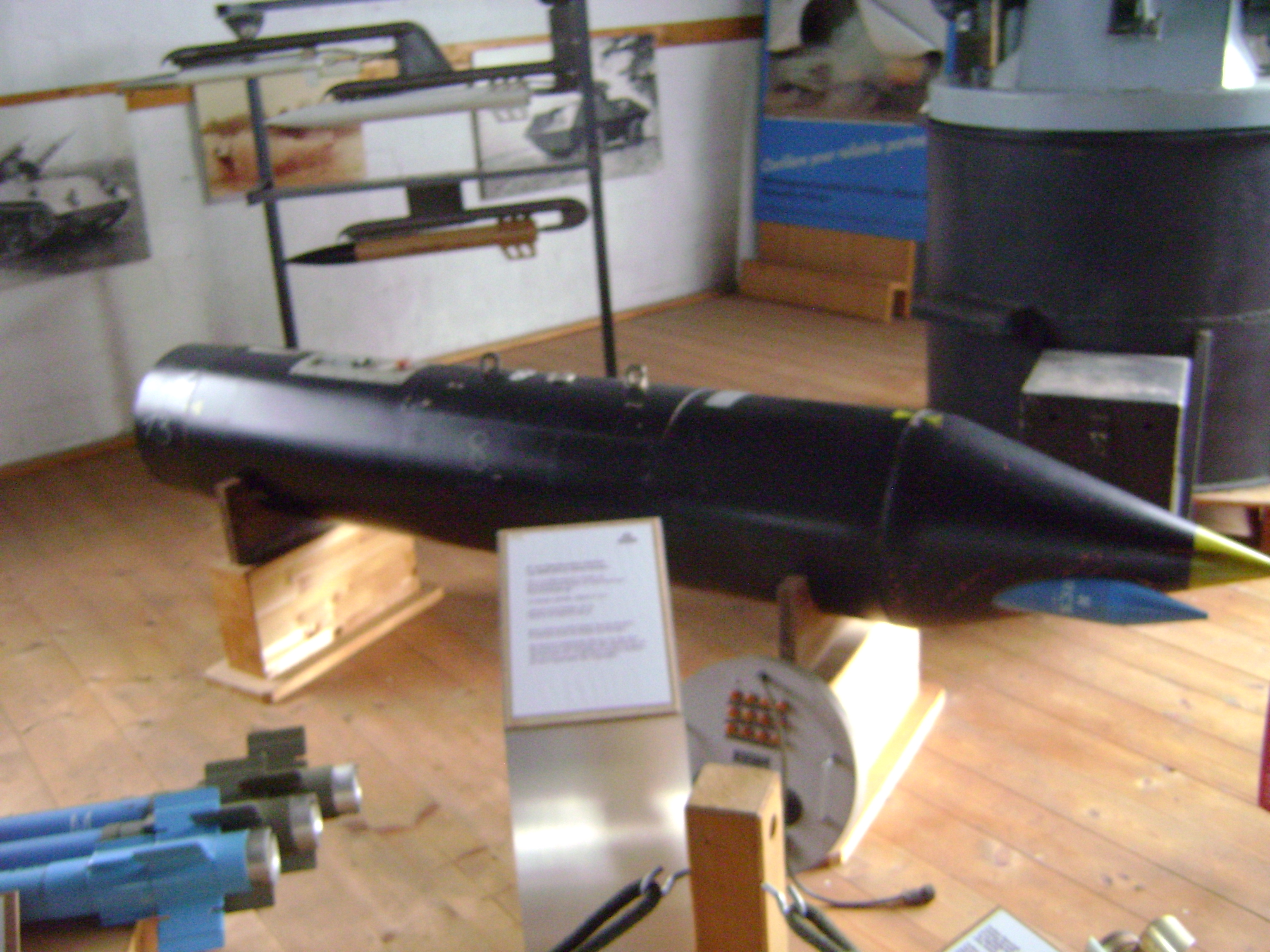
Oerlikon Supersonic Pod for 12 81mm SNORA Rockets Type RWK-020

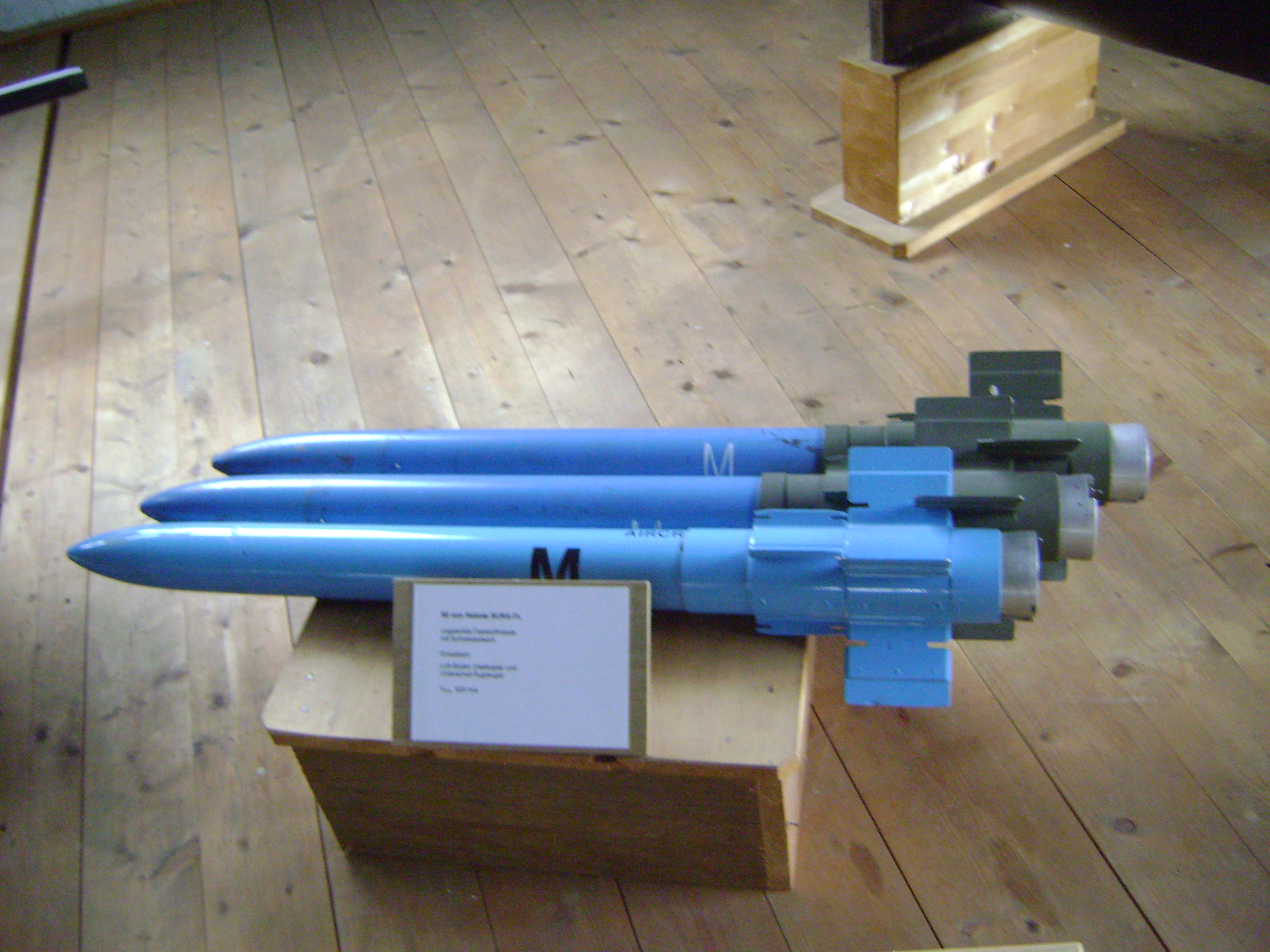
SURA

## Desarrollo
El SNORA fue desarrollado como una empresa cooperativa entre la firma italiana SNIA-Viscosa (más tarde SNIA-BPD). La versión original del cohete SURA, el SURA 80R, fue desarrollado por Hispano-Suiza en los años 1960. En 1971 Oerlikon-Buhrle asumió el control de la división militar de Hispano-Suiza denominando el SURA 80R, SURA-FL, desarrollándolo aún más como SURA-FL el cual se convirtió en el actual SURA-D. Los cohetes SNORA pueden ser disparados desde aviones sub y supersónicos. El SURA-D sin embargo está limitado a aviones subsónicos.

## Datos de los cohetes SNORA y SURA-D
| Cohete tipo SNORA            | RAK 023 HE FRAG | RAK 024 HE FRAG | RAK 025 HE FRAG | RAK 026/054 HC | RAK 022 TNG |
| ---------------------------- | --------------- | --------------- | --------------- | -------------- | ----------- |
| Peso de cabeza bélica        | 4,5             | 7               | 11              | 4,5            | 7           |
| Explosivo                    | 1               | 1,7             | 2,8             | 1              | 0           |
| Peso de unidad de propulsión | 8,7             | 8,7             | 8,7             | 8,7            | 8,7         |
| Cohete completo              | 13,2            | 15,7            | 19,7            | 13,2           | 15,7        |
| Velocidad m/s                | 820             | 670             | 520             | 820 / 920      | 670         |

| Cohete tipo SURA-D           | RAK 053 HE FRAG | RAK 050 HE FRAG | RAK 052 HE-I | RAK 047 HC | RAK 049 MKR | RAK 051 TNG | RAK 048 TNG |
| ---------------------------- | --------------- | --------------- | ------------ | ---------- | ----------- | ----------- | ----------- |
| Peso de cabeza bélica        | 3               | 4,5             | 3            | 3          | 4,5         | 3           | 3           |
| Explosivo                    | 0,87            | 1,0             | 1,5          | n/a        | n/a         | 0           | 0           |
| Peso de unidad de propulsión | 8,4             | 8,4             | 8,4          | 8,4        | 8,4         | 8,4         | 8,4         |
| Cohete completo              | 11,4            | 12,9            | 11,4         | 11,4       | 12,9        | 11,4        | 12,9        |
| Velocidad, m/s               | 530 - 595       | 530 - 595       | 530 - 595    | 530 - 595  | 530 - 595   | 530 - 595   | 530 - 595   |

Denominación:
- HE FRAG: (del inglés: High Explosive Fragmentation ‘Fragmentación alto explosivo’)
- HE-I: (del inglés: High Explosive - Incendiary ‘Explosivo incendiario’)
- HC: (del inglés: Hollow Charge ‘carga hueca’)  (HEAT)
- MKR: (del inglés: Marker ‘Marcador’)
- TNG: (del inglés:  Training ‘entrenamiento’)